# Drøbak-Frogn IL
Drøbak-Frogn IL är en sportklubb i Drøbak, Norge. Den har sektioner för fotboll, badminton, basket, bordtennis, innebandy, handboll, orientering, gymnastik, cykling, alpin skidsport och nordisk skidsport.
Rötterna kan spåras tillbaka till Drøbak IF, som bildades 1918, och 1946 gick samman med Drøbak BK, bildad 1920, för att bilda Drøbak-Frogn IL..
Herrlaget i fotboll, som kvalade till Norges högst division 1986, spelar sina hemmamatcher på Seiersten stadion. Laget spelar i rött och vitt. Berömda tidigare spelare är bland andra Bent Skammelsrud och Per Edmund Mordt.